# Vilgot Sjöman
Vilgot Sjöman (ur. 2 grudnia 1924 w Sztokholmie, zm. 9 kwietnia 2006 tamże) – szwedzki reżyser i scenarzysta filmowy.
Do dziś ma opinię jednego z największych skandalistów w historii kina. Jego film 491 był przedmiotem specjalnych obrad szwedzkiego parlamentu Riksdagu i jest jednym z nielicznych filmów w historii, które doprowadziły do zmian w obowiązującym prawie. Moja siostra, moja miłość był pierwszym filmem opowiadającym o kazirodztwie. Jego dylogia erotyczno-polityczna Jestem ciekawa w kolorze żółtym i Jestem ciekawa w kolorze niebieskim (tytuły są aluzją do szwedzkiej flagi) była w wielu krajach zakazana jako pornografia, a jej kopie były konfiskowane przez władze. Z Norwegii, gdzie film był zakazany, jeździły pod koniec lat 60. wycieczki autobusowe do Szwecji na seanse tego właśnie filmu.

## Filmografia
- Alfred (1995) – filmowa biografia Alfreda Nobla
- Ett Äktenskap i kris serial telewizyjny (1992)
- Self Portrait '92 – dla telewizji (1992)
- Fallgropen (1989)
- Malacca (1987)
- En Flicka kikar i ett fönster – dla telewizji (1987)
- Hur ska det gå för Pettersson? – serial telewizyjny (1984)
- Pelikanen – dla telewizji (1982)
- Jag rodnar (1981)
- Linus eller Tegelhusets hemlighet (1979)
- Tabu (1977)
- Garaget (1975)
- En Handfull kärlek (1974)
- Troll (1971)
- Lyckliga skitar (1970)
- Ni ljuger (1969)
- Journey with Father (1968)
- Jestem ciekawa w kolorze niebieskim (Jag är nyfiken – en film i blått) (1968)
- Jestem ciekawa w kolorze żółtym (Jag är nyfiken – en film i gult) (1967)
- Stimulantia (1967) (nowela Negressen i Skapet)
- Moja siostra, moja miłość (Syskonbädd 1782) (1966)
- Klänningen (1964)
- 491 (1964)
- Ingmar Bergman gör en film – telewizyjny (1963)
- Älskarinnan (1962)